# Брокгаузен, Вильгельм фон
Вильгельм фон Брокгаузен (нем. Wilhelm Ernst Adolf Adam von Brockhausen; 1773—1858) — офицер прусской службы, генерал-майор, Почетный гражданин Виттенберга (1835).

## Биография
Родился 18 апреля 1773 года. Был сыном Адама Кристофа (1718—1791) и Джоанны Луизы Фредерики (урождённой фон Бехмен, 1742—1793).
С июня 1785 года служил капралом в 12-м пехотном полку. С 1787 года — прапорщик, с 1780 года — лейтенант.
С 1799 года служил инспектирующим адъютантом в Магдебурге. С 1800 года — старший лейтенант, с 1801 года — штабс-капитан, с 1803 года — капитан.
В марте 1837 года Вильгельмe фон Брокгаузену было присвоено звание генерал-майора, он получил пенсию и вышел в отставку.
Умер 16 марта 1858 года в Берлине.

## Награды
Королевства Пруссия:
- Железный крест 1-го класса и 2-го класса на чёрной ленте
- Крест за выслугу лет[нем.]
- Орден Красного орла 2-го класса (1835)

Российской империи:
- Орден Святого Георгия 4-го класса (№ 1984 (892); 20 мая 1808)[2]
- Орден Святого Владимира 4-й степени с бантом (21 августа 1813)[3]
- Орден Святой Анны 2-й степени (28 сентября 1813)[4]
- Золотое оружие с надписью «За храбрость» (8 мая 1814)[5]

Прочие:
- Орден Меча, рыцарский крест (1-го класса) (королевство Швеция)